# Асоциация на професионалните тенисисти
Асоциация на професионалните тенисисти или Асоциацията на тенис професионалистите (на англ. Association of Tennis Professionals), или както е по-известна – ATP, е създадена през 1972 година с цел да защитава интересите на мъжете – професионални състезатели по тенис. През 1990 година асоциацията започва да организира международна верига от тенис турнири за мъже-професионалисти, наречена АТП Тур (ATP Tour).

## ATP Tour
До 2008 г. включително, ATP Tour включва четири категории турнири в календара си за всяка година (подредени по значимост):
1. Тенис Мастърс Къп (Tennis Masters Cup – организиран съвместно с Международната тенис федерация) – турнир, провеждащ се в края на всеки сезон. В него взимат участие осемте тенисисти, събрали най-много точки за ранглиста през сезона.
2. Турнири от сериите Мастърс (Masters Series Tournaments) – 9 на брой
3. Турнири от Международната златна серия (International Series Gold Tournaments) – 9 на брой
4. Турнири от Международната серия (International Series Tournaments) – 44 на брой

След 2009 г. Световният Тур на ATP включва също четири категории турнири през съответната година (подредени по важност):
1. Мастърс Къп или „Финален турнир на световния тур на Асоциацията на професионалните тенисисти“ (ATP World Tour Finals)
2. Турнири от сериите Мастърс (ATP World Tour Masters 1000) – 9 на брой
3. Турнири от сериите 500 (ATP World Tour 500) – 13 на брой
4. Турнири от сериите 250 (ATP World Tour 250) – 39 на брой

На по-ниско ниво стоят организираните отново от ATP турнири от Чалънджър сериите (Challenger Series Tournaments).
На най-ниското ниво са т.нар. Фючърси (Futures Tournaments). Те играят ролята на „вход“ към професионалния мъжки тенис. Организирани са само от Международната тенис федерация.
Под контролна на Асоциацията на професионалните тенисисти е и Световната отборна купа – отборен турнир за мъже, провеждан през периода 1975 – 2012 г. в Дюселдорф, Германия.

## Световна ранглиста по тенис за мъже
Световната ранглиста на Асоциацията на професионалните тенисисти подрежда тенисистите според спечелените от тях точки от турнирите на ATP Tour и от тези за Големия шлем. Ранглистата се съставя от 1973 г. Първият водач в нея е Илие Настасе, Румъния. Оттогава още 25 тенисиста са били на върха на класацията:
| №  | Тенисист           | Страна         | Дата на изкачване | Общо седмици |
| -- | ------------------ | -------------- | ----------------- | ------------ |
| 1  | Илие Настасе       | Румъния        | 23 август 1973    | 40           |
| 2  | Джон Нюкъмб        | Австралия      | 3 юни 1974        | 8            |
| 3  | Джими Конърс       | САЩ            | 29 юли 1974       | 268          |
| 4  | Бьорн Борг         | Швеция         | 23 август 1977    | 109          |
| 5  | Джон Макенроу      | САЩ            | 3 март 1980       | 170          |
| 6  | Иван Лендъл        | Чехословакия   | 28 февруари 1983  | 270          |
| 7  | Матс Виландер      | Швеция         | 12 септември 1988 | 20           |
| 8  | Стефан Едберг      | Швеция         | 13 август 1990    | 72           |
| 9  | Борис Бекер        | Германия       | 28 януари 1991    | 12           |
| 10 | Джим Къриър        | САЩ            | 10 февруари 1992  | 58           |
| 11 | Пийт Сампрас       | САЩ            | 12 април 1993     | 286          |
| 12 | Андре Агаси        | САЩ            | 10 април 1995     | 101          |
| 13 | Томас Мустер       | Австрия        | 12 февруари 1996  | 6            |
| 14 | Марсело Риос       | Чили           | 30 март 1998      | 6            |
| 15 | Карлос Моя         | Испания        | 15 март 1999      | 2            |
| 16 | Евгени Кафелников  | Русия          | 3 май 1999        | 6            |
| 17 | Патрик Рафтър      | Австралия      | 26 юли 1999       | 1            |
| 18 | Марат Сафин        | Русия          | 20 ноември 2000   | 9            |
| 19 | Густаво Куертен    | Бразилия       | 4 декември 2000   | 43           |
| 20 | Лейтън Хюит        | Австралия      | 19 ноември 2001   | 80           |
| 21 | Хуан Карлос Фереро | Испания        | 8 септември 2003  | 8            |
| 22 | Анди Родик         | САЩ            | 3 ноември 2003    | 13           |
| 23 | Роджър Федерер     | Швейцария      | 2 февруари 2004   | 308 (рекорд) |
| 24 | Рафаел Надал       | Испания        | 18 август 2008    | 169          |
| 25 | Новак Джокович     | Сърбия         | 4 юли 2011        | 223          |
| 26 | Анди Мъри          | Великобритания | 7 ноември 2016    | 41           |